# Ansorgia divergens
Ansorgia divergens är en fjärilsart som beskrevs av W. Warren 1899. Ansorgia divergens ingår i släktet Ansorgia och familjen mätare. Inga underarter finns listade i Catalogue of Life.